# Seattle Challenger 1987
Il Seattle Challenger 1987 è stato un torneo di tennis facente parte della categoria ATP Challenger Series nell'ambito dell'ATP Challenger Series 1987. Il torneo si è giocato a Seattle negli Stati Uniti dal 27 luglio al 2 agosto 1987 su campi in cemento.

## Vincitori

### Singolare
Andrew Sznajder ha battuto in finale  Lloyd Bourne con il punteggio di 6–4, 4–6, 6–3

### Doppio
Rick Leach /  Patrick McEnroe hanno battuto in finale  Brian Levine /  David Macpherson con il punteggio di 5–7, 6–2, 6–3